# Rangárhnúkur
Rangárhnúkur är en bergstopp i republiken Island. Den ligger i regionen Austurland, 400 km öster om huvudstaden Reykjavík. Toppen på Rangárhnúkur är 562 meter över havet.
Trakten runt Rangárhnúkur är nära nog obefolkad, med mindre än två invånare per kvadratkilometer. Närmaste större samhälle är Egilsstaðir, omkring 11 kilometer sydost om Rangárhnúkur. Trakten runt Rangárhnúkur består i huvudsak av gräsmarker.